# Jan-böckerna
Jan-böckerna (da. Jan-bøgerne) är en serie ungdomsböcker av de danska författarna Knud Meister och Carlo Andersen. Huvudpersonen är den fjortonårige skolpojken Jan Helmer från Köpenhamn, vars far är poliskommissarie. Tillsammans med sin bäste vän Erling blir Jan ständigt inblandad i kriminalfall, som han också löser.
Meister och Andersen skrev totalt 81 böcker om Jan; den första, Jan som detektiv (da. En detektiv på fjorten) utkom 1942, mitt under den tyska ockupationen av Danmark under andra världskriget. De två sista böckerna skrevs av Andersen ensam. 19 av böckerna finns översatta till svenska; många av dem finns i flera utgåvor. I de senare böckerna i serien har Jan blivit vuxen, men ingen av de böckerna finns översatt till svenska; den yngsta av de böcker som finns på svenska är Jan och hamnmysteriet (da. Jan og havnemysteriet), som är nr. 32 i originalserien. 33 av böckerna finns dessutom översatta till tyska.